# Beta Coronae Australis
Désignations
Beta Coronae Australis (β CrA / β Coronae Australis) est une étoile de la constellation de la Couronne australe. Sa magnitude apparente est de 4,11, ce qui en fait l'étoile la plus lumineuse de la constellation, bien qu'elle partage ce titre avec Alpha Coronae Australis qui est d'une magnitude similaire. D'après la mesure de sa parallaxe annuelle par le satellite Hipparcos, l'étoile est située à environ 470 années-lumière de la Terre.
Beta Coronae Australis est une étoile évoluée de type spectral K0 II/III CN1,5, avec la classe de luminosité « II/III » qui indique que son spectre présente des traits mélengés entre une géante lumineuse et une géante. Le suffixe « CN1,5 » indique quant à lui que c'est une étoile à CN, qui présente une surabondance en radical cyano dans son spectre.